# Каменская Горка
Каме́нская Горка (бел. Каме́нская Горка) — деревня в составе Рясненского сельсовета Дрибинского района Могилёвской области Белоруссии.

## Население
- 1999 год — 18 человек
- 2010 год — 6 человек

## Фотогалерея
- Каменская Горка
- Каменская Горка. Улица Горная 5
- Каменская Горка. Конец деревни (к лесу)